# مجموعة فخرو

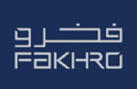
شعار المجموعة

مجموعة فخرو والمعروف أيضا باسم مجموعة عبد الله يوسف فخرو تمثل مجموعة من الشركات المملوكة من قبل أحفاد عبد الله بن يوسف فخرو. المجموعة هي أحد أقدم وأبرز الشركات العائلية في مملكة البحرين. يقع مقر قيادة المجموعة حاليا في برج فخرو بالمنامة ولها عمليات تجارية في قطر والإمارات العربية المتحدة.

## التاريخ
مجموعة فخرو التي أسسها الراحل يوسف بن عبد الرحمن آل فخرو في عام 1888 بدأت كدار تجارة تقليدي. وظل يوسف بن عبد الرحمن على رأس العمل من أوائل القرن 20 حتى وفاته عام 1952. خلال الثلاثينات والأربعينات أرسل يوسف أبنائه الخمسة لإدارة المصالح التجارية للأسرة في الهند ودبي والبحرين والعراق (وبقي عبد الله بن يوسف فخرو في البحرين يدير المقر الرئيسي لسنوات عديدة). خلال هذه الفترة توسعت الأعمال التجارية الصغيرة في تجارة التمر ومواد البناء إلى الشحن بامتلاك حوالي 40 سفينة وإنشاء فروع في دول مجلس التعاون لدول الخليج العربية والعراق والهند. نمت تجارة العائلة لتشمل السيارات والأخشاب والمواد الغذائية والإلكترونيات.
بعد وفاة يوسف بن عبد الرحمن في عام 1952 سيطر عبد الله بن يوسف وإخوته على الشركات العائلية مجتمعين. استحوذ عبد الله بمشاركة أبنائه على إدارة الشركة بعيدا عن إخواته وشرع في تنفيذ إستراتيجية نمو طموحة لتأخذ المجموعة مكانها العالي اليوم حيث شملت تجارتها منتجات السيارات والخدمات والمطاعم والخدمات اللوجستية والشحن والتأمين وخدمات تكنولوجيا المعلومات.
تتكون المجموعة حاليا من 14 شركة فردية في مختلف مناطق الخليج العربي أي في البحرين وقطر ودبي وأبوظبي والمملكة العربية السعودية والكويت.

## الإدارة
اليوم تشمل تجارة المجموعة منتجات السيارات والصناعية والتكنولوجيا والمطاعم والنقل البحري والتأمين والنقل والوكالات الحصرية.

## شركات المجموعة
- عبد الله يوسف فخرو وأولاده.
- فخرو للإلكترونيات.
- فخرو للاتصالات.
- أكسيس.
- أتكوم (الإمارات العربية المتحدة).
- جاك البحرين.
- شركة فخرو للمطاعم (ماكدونالدز).
- نقليات فخرو (بدجت لتأجير السيارات).
- خدمات فخرو التجارية.
- فخرو لخدمات التأمين.
- غو الدولية.
- كمبيومي البحرين.
- مقاولات فخرو.
- فخرو موتورز.

## الوكلات الحصرية
- ماكدونالدز.
- سوني إريكسون.
- أفايا.
- إطارات دونلوب.
- موبيل.
- باجيت لتأجير السيارات.
- المجموعة العالمية الأمريكية.
- شركة وكالة الخليج.